# Mario van Baarle
Mario van Baarle (Pijnacker, 24 oktober 1965) is een Nederlands voormalig wielrenner die zowel op de weg als op de baan actief was. In 1988 was hij Nederlands kampioen over 1 kilometer en de puntenkoers en in 1990 werd hij samen met Erik Jan Bos kampioen op de koppelkoers. Tijdens de Olympische Zomerspelen van 1988 in Seoel behaalde van Baarle een twaalfde plaats op de ploegenachtervolging.
Zijn zoon Dylan van Baarle is actief wielrenner op de weg.

## Belangrijkste overwinningen
1987
- Nederlands kampioen achtervolging, Amateurs

1988
- Nederlands kampioen 1 kilometer, Elite
- Nederlands kampioen puntenkoers, Amateurs

1989
- 5e etappe Rás Tailteann

1990
- Nederlands kampioen koppelkoers, Amateurs (met Erik Jan Bos)